# Landwirtschaftliche Akademie Möglin
Die Landwirtschaftliche Akademie Möglin (Provinz Brandenburg) war ein 1806 von Albrecht Daniel Thaer gegründetes und bis 1861 bestehendes Lehrinstitut für gebildete Landwirte, das seit 1819 offiziell die Bezeichnung akademische Lehranstalt des Landbaus führen durfte.

## Gründung
Albrecht Daniel Thaer (1752–1828), der 1802 in Celle ein landwirtschaftliches Lehrinstitut gegründet hatte, nahm 1804 ein Angebot des preußischen Königs Friedrich Wilhelm III. an, mit staatlicher Hilfe eine ähnliche Ausbildungsstätte in Preußen einzurichten. Thaer erwarb das auf dem westlich der Stadt Wriezen auf den Höhen am Rande des Oderbruchs gelegene Rittergut Möglin, zu dem eine landwirtschaftliche Nutzfläche von ca. 300 Hektar gehörte. Innerhalb von zwei Jahren errichtete er ein Lehrgebäude und ein Wohnhaus für die Studenten. Der erste Studienlehrgang begann am 1. November 1806.

## Lehrkonzeption
Die Grundidee von Thaers Lehrkonzeption war es, jeweils nur eine begrenzte Zahl von Studenten, etwa 20 gleichzeitig, für ein Jahr aufzunehmen. Voraussetzung für die Aufnahme war eine gute Allgemeinbildung und der Nachweis landwirtschaftlicher Praxis. Für die internatsmäßige Unterbringung, für Verpflegung und für den Unterricht mussten Studiengebühren bezahlt werden. Es gab ein relativ streng organisiertes Lehrsystem. Die regelmäßige Teilnahme an den Lehrveranstaltungen war Pflicht. Thaer betrachtete seine Ausbildungsstätte jedoch keineswegs als frontale Lernschule. Im Mittelpunkt des Unterrichts standen Gespräche in kleinen Gruppen, praktische Übungen im Laboratorium und auf Versuchsfeldern sowie Exkursionen zu landwirtschaftlichen Betrieben im regionalen Umfeld. 
Wichtigster pädagogischer Grundsatz Thaers für sein Ausbildungskonzept war die Einheit von Theorie und Praxis. Den Naturwissenschaften räumte er dabei einen hohen Stellenwert ein: Zu den grundlegenden Lehrfächern gehörten Chemie, Physik, Botanik, Zoologie, Geographie und Mathematik. Im Mittelpunkt der landwirtschaftlichen Unterrichtsfächer stand die „Gewerbslehre“ (Agrarökonomie), gefolgt von der „Agronomie“ (Bodenkunde, Düngerlehre, Acker- und Pflanzenbau) und den Fachgebieten aus der Tierproduktionslehre. Zu den Dozenten an seinem Lehrinstitut gehörten u. a. sein „Hauschemiker“ Heinrich Einhof und seine beiden Schwiegersöhne Georg Ernst Wilhelm Crome und Franz Körte.

## Entwicklungsgeschichte

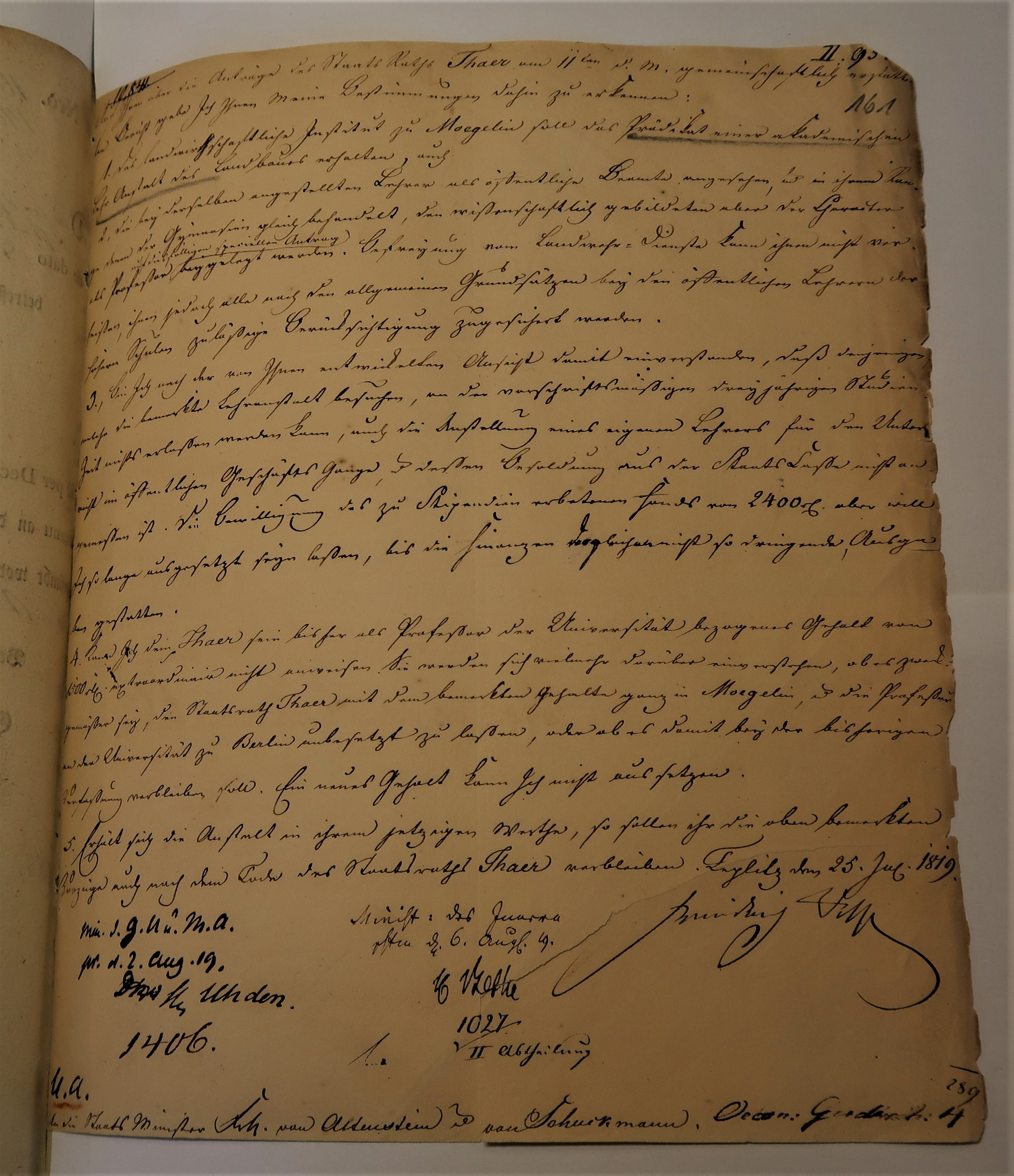

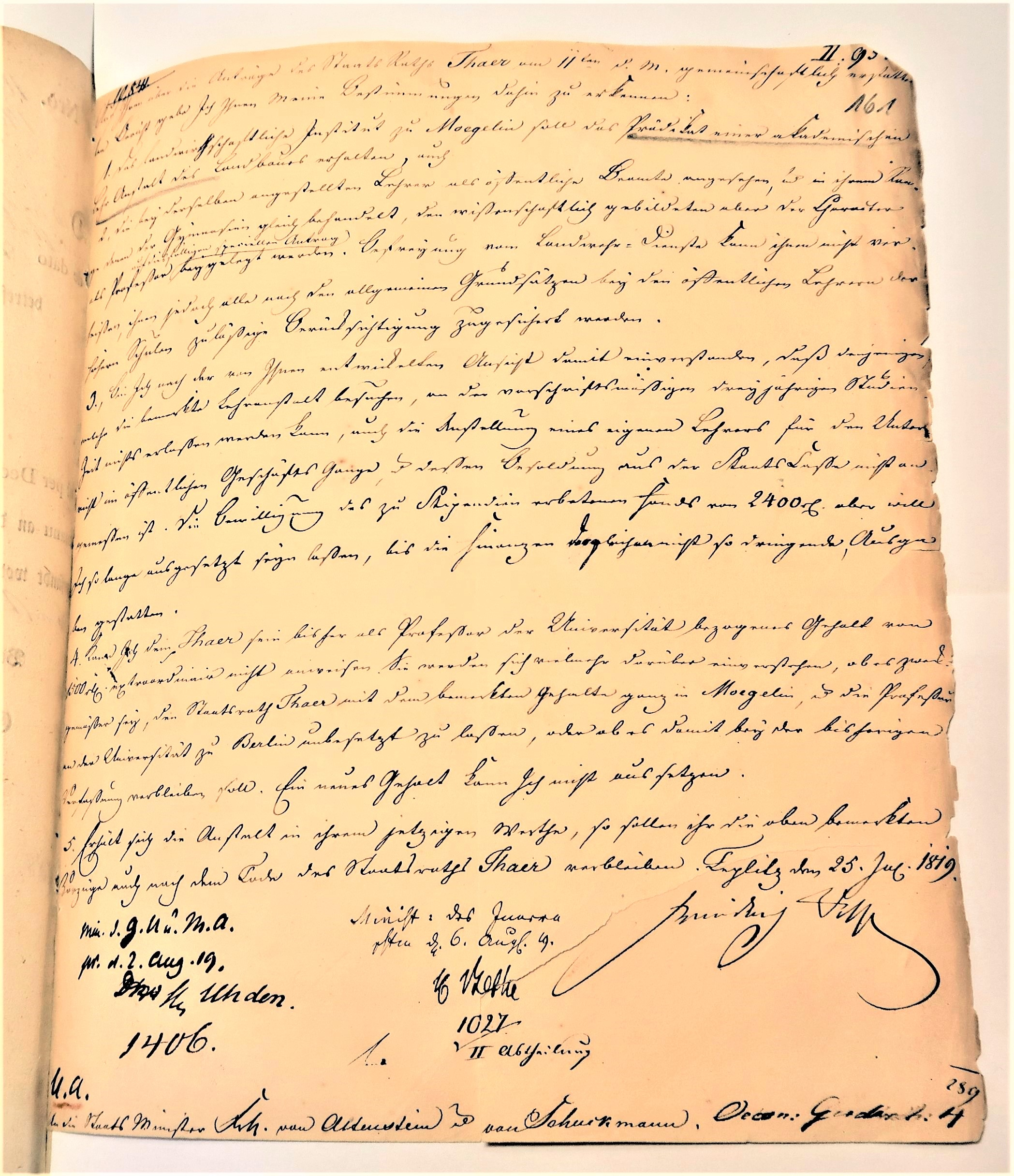
Kabinettsorder vom 25. Juli 1819: Thaers landwirtschaftliches Institut erhält das Prädikat einer akademischen Lehranstalt. (GStA PK I. HA Rep. 12125, fol. 161 r)

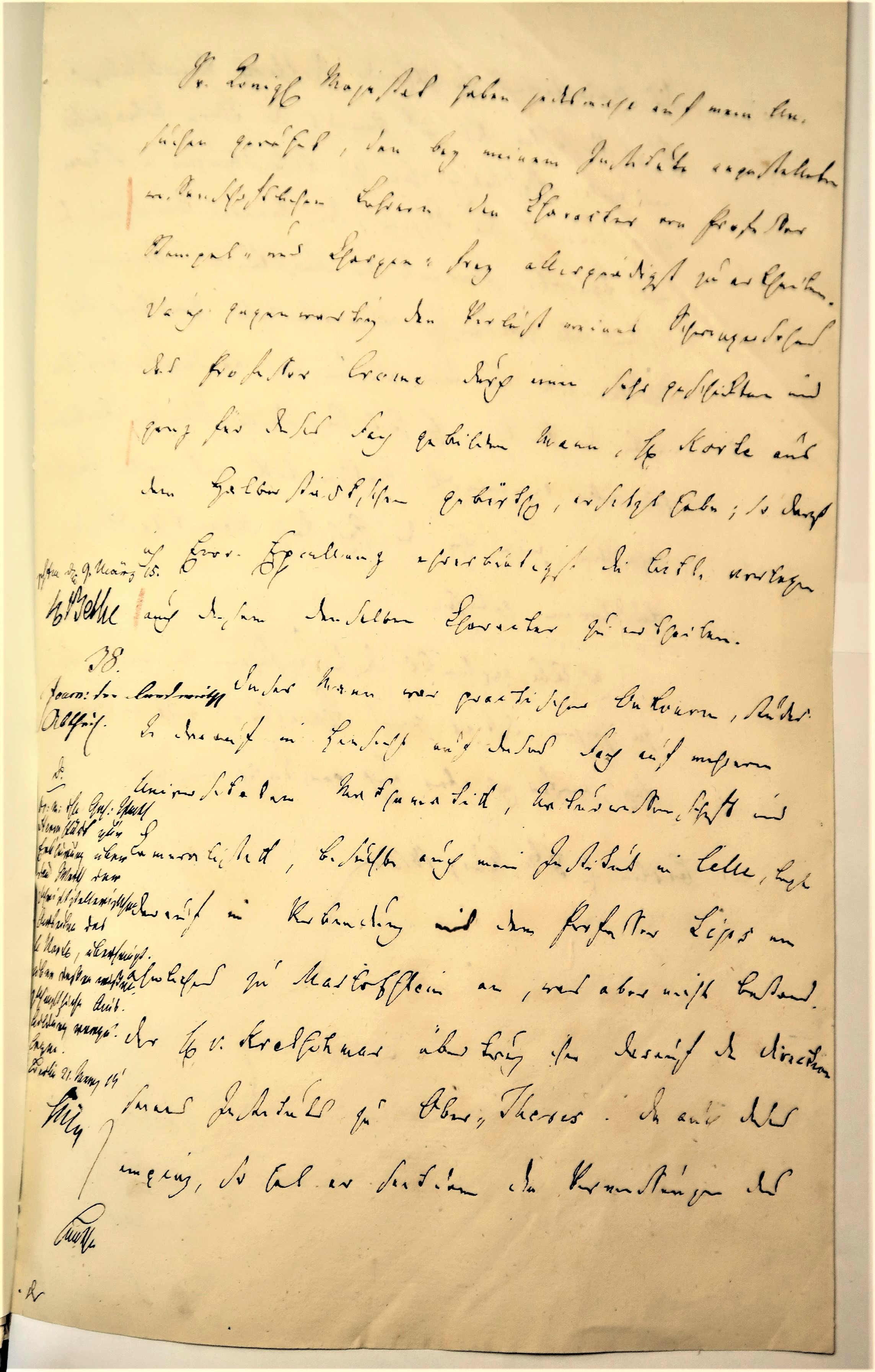
Thaers Handschrift: Erste Seite eines Schreibens vom 8. März 1815 (GStA PK I. HA Rep. 87 B Nr. 12125, fol. 111 r)

Bedingt durch die Freiheitskriege musste Thaer 1813 sein Institut schließen. Mit der Wiedereröffnung 1815 folgte ein Jahrzehnt erfolgreichen Ausbaus. Durch ökonomische Erfolge seines Gutsbetriebes konnte er beachtliche Beträge in sein Lehrinstitut investieren. 1817 gründete er als „Hauszeitschrift“ die „Möglinschen Annalen der Landwirtschaft“, von denen bis 1833 insgesamt 30 Bände erschienen sind und die heute in die Reihe der „klassischen“ Zeitschriften des Landbaus eingestuft werden. Am 25. Juli 1819 erhielt Thaer durch König Friedrich Wilhelm III. das Recht, das „landwirthschaftliche Institut zu Moegelin“ mit dem „Prädicat einer akademischen Lehr Anstalt des Landbaues“ zu versehen. Nach dem Vorbild der Mögliner Ausbildungsstätte wurden in den ersten Jahrzehnten des 19. Jahrhunderts ähnlich konzipierte landwirtschaftliche Akademien gegründet, u. a. in Eldena bei Greifswald, in Proskau (Schlesien), in Poppelsdorf, in Tharandt und in Hohenheim.
Um 1825 hatte die weitgehend privat geführte Mögliner Akademie den Höhepunkt ihrer Entwicklung erreicht. 1828 verstarb Albrecht Daniel Thaer. 1830 übernahm sein dritter Sohn, Albrecht Philipp Thaer, die Direktion des Lehrinstituts.
Kultusminister Altenstein berichtete bereits im Juni 1832, dass die Lehranstalt in Möglin „sowohl wegen der Entfernung von der Universität Berlin, als wegen ihrer kostspieligen Benutzung von eigentlichen Cameralisten nur selten besucht“ wurde und Kultusminister Eichhorn präzisierte noch im Dezember 1843, dass von den in Berlin „Studirenden der Kameral-Wissenschaften“ vom „Jahre 1820 bis zum Jahre 1830 nur Ein Studirender sich gemeldet hat, um die Lehranstalt zu Möglin“ zu besuchen.
Im Januar 1845 wurde dem Landesökonomiekollegium das „Verzeichniß der Mögliner Akademiker“ vorgelegt. Das Kollegium entnahm daraus, dass in den zurückliegenden „11 Jahren (1834/35 bis 1844/45 incl.) die Zahl der Schüler 176 (betrug), also 16 jährlich im Durchschnitt.“ Unter ihnen waren „105 Inländer, 71 Ausländer (8 aus Oestereich, 29 aus andern deutschen Staaten, 17 aus Rußland, 4 aus Polen, 7 aus Schweden, 6 aus Dänemark).“

## Vorlesungen
Direktor Thaer lehrte beispielsweise im Wintersemester 1850/51 „Landwirthschaftliche Gewerbslehre, Buchhaltung, allgemeine Viehzucht, specielle Schafzucht und Wollkunde“, im Sommersemester 1851 „Theorie des Ackerbaues, Statik des Landbaues, Wirthschafts-Organisation, specielle Rindvieh-, Schweine- und Pferde-Zucht, Acker- und Wiesen-Cultur, wie Anbau der einzelnen Gewächse“.
Im April 1861 wurde von Direktor Thaer für das letzte Sommersemester vor der Ende September des Jahres erfolgten Schließung der Mögliner Akademie das Vorlesungsverzeichnis veröffentlicht. Danach las er selbst über „Die Lehre von der vegetabilischen Production. Specielle Rindviezucht (sic!). Die Lehre von der Bewässerung. Demonstrationen der Wolle bei der Schafschur.“, sein Sohn Albrecht Conrad Thaer übernahm „Landwirthschaftliche Bodenkunde. Arbeit und Theorie der Beackerung. Landwirthschaftliche Zoologie.“ und Dozent Reinhard lehrte „Organische Chemie. Landwirthschaftliche Technologie, verbunden mit Besichtigung von Fabriken. Botanik. Feldmeßkunde nebst praktischen Uebungen im Feldmessen und Nivelliren.“

## Schließung
Durch die Existenz der inzwischen an anderen Orten neu gegründeten Akademien und nicht zuletzt durch die jetzt stärker ins Gewicht fallende geographisch isolierte Lage Möglins nahm die Anzahl der Studenten, besonders nach 1850, deutlich ab. Aus ökonomischen Gründen konnte die Familie Thaer organisatorische und wissenschaftliche Erneuerungsmaßnahmen kaum noch durchführen. 
Seine „Anstalt zu Möglin“ sah Albrecht Philipp Thaer bereits im November 1844 „dem Untergange entgegen gehen, wenn sie von allen andern landwirthschaftlichen Akademien dadurch in Schatten gestellt wird, daß dieselben durch sehr große Geldverwendungen erhoben werden, sie aber, die Königliche Akademie des Landbaues zu Möglin, auf derselben Stelle zu verbleiben verdammt ist, auf welche sie 1805/6 gestellt war.“
Zwei Monate nach Ernennung der Minister der Neuen Ära, zu einer Zeit, wo seinem Vater „in der Hauptstadt ein Denkmal gesetzt“ wurde, schlug Albrecht Philipp Thaer im Januar 1859 Landwirtschaftsminister Pückler vor, den „privaten Character Möglins in einen mehr staatlichen umzuwandeln“.
55 Jahre nach der Gründung, im Jahre 1861, musste das Lehrinstitut seine Pforten schließen. Die vorhandenen Lehrsammlungen und Laboratoriumseinrichtungen wurden mit dem 1859 neu gegründeten Berliner Landwirtschaftlichen Lehrinstitut vereinigt. Insgesamt haben von 1806 bis 1861 in dem einjährigen Ausbildungsgang in Möglin 773 Studenten ein Landwirtschaftsstudium absolviert. Nach Albrecht Philipp Thaers Angaben an Landwirtschaftsminister Pückler wurden „in dieser Zeit nahe an Tausend Schüler ausgebildet“.
Deutlicher schrieb Albrecht Philipp Thaer im April 1860 an Landwirtschaftsminister Pückler, dass „diese Auflösung Moeglins nicht durch innere Schwäche der Anstalt, sondern durch Errichtung und sehr reiche Ausstattung der staatlichen Lehranstalten herbeigeführt“ wurde.